# Lưu vực Hồ Uvs
Lưu vực Hồ Uvs (tiếng Nga: Увс нуурын хотгор, tiếng Mông Cổ:: Увс нуурын хотгор, Uws núrīn hotgor) là một Lòng chảo nội lục nhỏ nằm trên biên giới của Mông Cổ và Cộng hòa Tuva, Liên bang Nga. Nó là một phần của Lưu vực thoát nước nội lục Trung Á được đặt theo tên của Hồ Uvs, một hồ nước mặn lớn nằm ở phía tây của lưu vực. Nó là một hồ nước nông có diện tích 3.350 km2 (1.290 dặm vuông Anh). Toàn bộ lưu vực của nó còn bao gồm một số hồ nước nhỏ hơn với tổng diện tích toàn bộ là 70.000 km2 (27.000 dặm vuông Anh)..
Đây là sự kết hợp bởi các vùng đất thấp và thung lũng đá nằm giữa các dãy núi Tannu-Ola và Altay. Ở đây, vùng sa mạc cực Bắc nhất giao với khu vực đài nguyên cực Nam của Bắc bán cầu. Trong số 10.560 km2 (4.080 dặm vuông Anh) khu vực được công nhận là Khu dự trữ sinh quyển thế giới từ năm 1997 thì khoảng ba phần tư diện tích nằm tại Mông Cổ. Một khu vực chồng chéo có kích thước tương đương được UNESCO công nhận là Di sản thế giới từ năm 2003. Ngoài ra, phần diện tích nằm tại Mông Cổ cùng với Hồ Uvs được công nhận là Vùng đất ngập nước có tầm quan trọng quốc tế theo Công ước Ramsar từ năm 2004. 

## Địa lý
Dãy núi Tannu-Ola tạo thành ranh giới phía bắc của lưu vực. Hồ Tere-Khol là hồ nước ngọt duy nhất của lưu vực và giống như hồ Uvs, nó cũng nằm trên biên giới giữa Mông Cổ và Nga. Phía đông của lưu vực này kéo dài từ Hồ Sangiin Dalai lên phía bắc đến núi Sengilen của Dãy núi Sayan. Phía nam của nó là Hồ Khyargas, với ngọn núi Khan Khökhii ngăn cách Bồn địa Hồ Lớn. Xa hơn về phía đông, dãy núi Bulnai tạo thành ranh giới phía nam của lưu vực hồ. Phía tây là hồ nước mặn Üüreg tiếp giáp với dãy núi Altay. Dãy núi Khrebet Tsagan-Shibetu chia tách một phần lưu vực hồ với Üüreg. Phía tây nam của lưu vực hồ Uvs bao gồm hầu hết phạm vi của dãy núi Türgen Uul và bao gồm phần phía đông bắc của dãy núi Harhiraa Uul.
Về mặt hành chính, lưu vực hồ Uvs nằm tại các tỉnh Khövsgöl, Zavkhan, Uvs thuộc Mông Cổ, phần nhỏ phía Bắc thuộc Cộng hòa Tuva của Nga. 

## Khảo cổ học
Theo tổ chức Hòa bình xanh thì tại lưu vực này có đến 40.000 địa điểm khảo cổ của những Người Scythia du mục, cho đến Các dân tộc Turk, người Hung và nhiều nhóm dân tộc khác. Một số cổ vật khảo cổ tại đây vẫn chưa được đánh giá cao. Tại Trung Á, đây là nơi có mật độ chôn cất tập trung cao nhất chiếm khoảng một nửa các địa điểm khảo cổ và nhiều trong số đó có tuổi đời còn nhiều hơn các kim tự tháp Ai Cập. Hàng ngàn tác phẩm điêu khắc đá của các khu định cư thời Trung Cổ và chùa Phật giáo vẫn còn tồn tại. Các cuộc tìm kiếm khảo cổ đã phát hiện ra Por-Bazhyn ở miền nam Tuva, một tàn tích trên một hòn đảo nhỏ ở hồ Tere-Khol. Nó được cho là xây dựng vào nửa sau của thế kỷ thứ 8 dưới thời Hồi Cốt.

## Dân cư

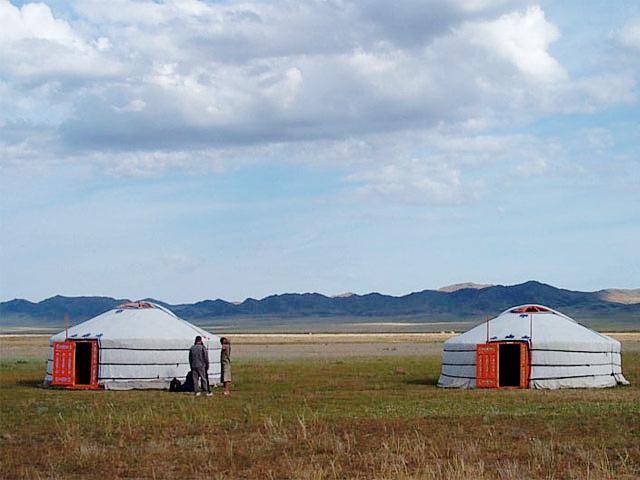
Những chiếc lều tròn Yurts trên vùng thảo nguyên rộng lớn.

Mật độ dân cư tại lưu vực khá thấp. Dân cư chủ yếu tại đây là những người Tuva du mục, chăn nuôi gia súc và sống trong những nhà lều Yurt. Do thiếu máy móc cùng sự phụ thuộc của người dân vào các lối sống truyền thống như chăn thả du mục nên ít ảnh hưởng đến cảnh quan và cho phép hệ sinh thái giữ được tương đối tính toàn vẹn, tránh khỏi những ảnh hưởng tiêu cực mà sự hiện diện của con người có thể tạo ra. Khu vực xung quanh hồ tại cả hai quốc gia dân cư chủ yếu là những người du mục với hoạt động chủ yếu là chăn thả gia súc.

## Động thực vật
Lưu vực nằm trên biên giới Mông Cổ và Nga, tại giao điểm của các hệ sinh thái phức tạp. Khu vực được công nhận là Di sản thế giới có diện tích 10.688 km2 (4.127 dặm vuông Anh) bao gồm các sông băng, rừng taiga, sa mạc, lãnh nguyên núi cao, tiểu đồng cỏ núi cao cho đến những ngọn núi cao, thảo nguyên rừng, thảo nguyên bán khô cằn, cồn cát khiến nó trở thành một trong những khu vực có phong cảnh và môi trường sống đa dạng nhất Trung Á và Mông Cổ.
Chính vì vậy, hệ động thực vật tại đây vô cùng đa dạng. Tại đây có cả những loài động vật sống tại núi cao và lãnh nguyên, chẳng hạn như Hoẵng Siberia, Gà tuyết Altai và cả loài Báo tuyết đang bên bờ vực tuyệt chủng. Trong các cánh rừng taiga là sự phong phú của Hươu Maral, Linh miêu, Chồn sói, trong khi trên thảo nguyên là sự có mặt của Sơn ca Mông Cổ, Sếu khuê tú, Sóc. Sa mạc phía bắc là môi trường sống lý tưởng của Ô tác, Chuột. Theo thống kê, lưu vực này là nhà của 359 loài chim và rất nhiều loài được cho là đã tuyệt chủng tại nhiều nơi nhưng đã tìm thấy ở khu vực.

## Bảo tồn

### Khu dự trữ sinh quyển
Khu dự trữ sinh quyển Lưu vực Hồ Uvs nằm trên khu vực biên giới giữa Mông Cổ và Nga giữa các dãy núi Tannu-Ola và Altay. Tại đây là vùng sa mạc cực bắc nhất của thế giới tiếp giáp với vùng lãnh nguyên phía nam nhất của thế giới. Khu vực được công nhận là Khu dự trữ sinh quyển thế giới từ năm 1998 để bảo vệ các vùng hoang dã phía nam Siberia, nơi có những khu rừng nguyên sinh Thông Siberi và Linh sam Siberi.

### Di sản thế giới
Lưu vực Hồ Uvs được đề cử là Di sản thế giới vào năm 1995 như là "một trong những lưu vực thoát nước còn nguyên vẹn lớn nhất ở Trung Á, nơi có thể tìm thấy tới 40.000 gò chôn cất chưa được khai quật và các địa điểm khảo cổ khác của các bộ lạc du mục nổi tiếng như người Scythia, người Turk và Hung." Đề cử đã được đệ trình cùng với Cộng hòa Tuva và Mông Cổ và bao gồm 75.000 km2 (19.000.000 mẫu Anh) của rừng, thảo nguyên và các di sản văn hóa, tự nhiên khác có liên quan. Đề xuất này còn có nhiều địa điểm khác của Nga là Rừng nguyên sinh Komi, Các núi lửa Kamchatka và Vườn quốc gia Vodlozersky.
Năm 2003, lưu vực hồ Uvs chính thức được UNESCO công nhận là Di sản thế giới, bao gồm các phần:
1. Mongun-Taiga, Nga (50°12′B 90°12′Đ / 50,2°B 90,2°Đ), phía tây của lưu vực hồ Uvs.
2. Khu dự trữ sinh quyển Ubsu-Nur, Nga (50°37′B 93°8′Đ / 50,617°B 93,133°Đ), khu vực ở mũi phía đông bắc của hồ Uvs.
3. Oroku-Shinaa, Nga (50°37′B 94°0′Đ / 50,617°B 94°Đ), phần phía bắc của khu vực xung quanh sông Tes
4. Aryskannyg, Nga (50°40′B 94°44′Đ / 50,667°B 94,733°Đ), phía đông của lưu vực, một phần ở vùng núi Tannu-Ola
5. Jamaalyg, Nga (50°15′B 94°45′Đ / 50,25°B 94,75°Đ), phía tây của làng Erzin
6. Tsugeer els, Nga (50°5′B 95°15′Đ / 50,083°B 95,25°Đ), Phần phía bắc của hồ Tere-Khol và môi trường xung quanh
7. Ular, Nga (50°32′B 5°38′Đ / 50,533°B 5,633°Đ), nằm ở phía tây của rặng núi Sengilen
8. Tsagaan Shuvuut Uul, Mông Cổ (50°19′B 91°9′Đ / 50,317°B 91,15°Đ), một phần của dãy núi Khrebet Tsagan-Shibetu
9. Türgen Uul, Mông Cổ (49°46′B 91°22′Đ / 49,767°B 91,367°Đ), dãy núi phía nam hồ Üüreg, gần Türgen, Uvs.
10. Hồ Uvs, Mông Cổ (50°20′B 92°53′Đ / 50,333°B 92,883°Đ), phần lớn khu vực hồ Uvs
11. Altan els, Mông Cổ (49°50′B 5°0′Đ / 49,833°B 5°Đ), vùng cồn cát phía nam hồ Tere-Khol, bao gồm cả hồ nước ở Mông Cổ
12. Sông Tes, Mông Cổ (50°28′B 93°45′Đ / 50,467°B 93,75°Đ), khu vực giữa đồng bằng tại hồ Uvs và biên giới Nga